# Recopa Gaúcha 2024
In 2024 werd de elfde Recopa Gaúcha tussen de kampioen van de staatscompetitie en de Copa FGF gespeeld. De competitie werd georganiseerd door de FGF. São Luiz werd de winnaar.  

## Deelnemers
| Club     | Stad         | Gekwalificeerd als              | Deelnames |
| -------- | ------------ | ------------------------------- | --------- |
| Grêmio   | Porto Alegre | Kampioen Campeonato Gaúcho 2023 | 6de       |
| São Luiz | Ijuí         | Kampioen Copa FGF 2023          | 2de       |

## Recopa
|                  |                                             |       |        |                                                                  |
| 28 februari 2024 | São Luiz                                    | 2 – 0 | Grêmio | Estádio 19 de Outubro, Ijuí Scheidsrechter: Rafael Rodrigo Klein |
| 28 februari 2024 | Bruo Uvini 45+2' (own) Gabriel da Silva 71' |       |        | Estádio 19 de Outubro, Ijuí Scheidsrechter: Rafael Rodrigo Klein |

| São Luiz | Grêmio |

| Recopa Gaúcha de 2024        |
| Porto Alegre                 |
| ---------------------------- |
| SÃO LUIZ Kampioen (1° titel) |